# Goush Halav
Goush Halav (en hébreu גוש חלב), traduit en français par Gischala, est une ville de haute Galilée de l'époque du Second Temple. 
Jean de Gischala occupa des fonctions importantes lors de la Grande révolte juive contre les Romains.
Le nom de la ville Goush Halav vient soit de la graisse animale (helev), soit du lait (halav). 
Selon Jérôme de Stridon, Paul de Tarse est né à Gischala. Sa famille aurait été déportée à Tarse.